# Чемпіонат ФРН з футболу 1990—1991: Бундесліга
Сезон Бундесліги 1990–1991 був 28-им сезоном в історії Бундесліги, найвищого дивізіону футбольної першості ФРН. Він розпочався 8 серпня 1990 і завершився 15 червня 1991 року. Діючим чемпіоном країни була мюнхенська «Баварія», яка не змогла захистити чемпіонський титул, поступившись трьома очками «Кайзерслаутерну», який і став чемпіоном ФРН 1990/91.
Враховуючи возз'єднання Німеччини, яке офіційно відбулося 3 жовтня 1990 року, це був останній сезон Бундесліги як найвищого дивізіону футбольної першості ФРН. З наступного сезону право участі у ній отримали й команди, що представляють міста колишньої Німецької Демократичної Республіки.

## Формат змагання
Кожна команда грала з кожним із суперників по дві гри, одній вдома і одній у гостях. Команди отримували по два турнірні очки за кожну перемогу і по одному очку за нічию. Якщо дві або більше команд мали однакову кількість очок, розподіл місць між ними відбувався за різницею голів, а за їх рівності — за кількістю забитих голів. Команда з найбільшою кількістю очок ставала чемпіоном, дві найгірші команди напряму вибували до Другої Бундесліги, а третя команда з кінця проводила матчі плей-оф з бронзовим призером Другої Бундесліги за право участі у Бундеслізі на наступний сезон.

## Зміна учасників у порівнянні з сезоном 1989–90
«Вальдгоф» і «Гомбург» напряму вибули до Другої Бундесліги, фінішувавши на двох останніх місцях турнірної таблиці попереднього сезону. На їх місце до вищого дивізіону підвищилися «Герта» (Берлін) і «Ваттеншайд 09». У плей-оф за місце в Бундеслізі «Бохум» здолав третю команду Другої Бундесліги «Саарбрюкен», зберігши таким чином за собою місце у найвищому дивізіоні.

## Команди-учасниці
| Клуб                            | Місто              | Стадіон                  | Вміщує |
| ------------------------------- | ------------------ | ------------------------ | ------ |
| «Герта» (Берлін)                | Берлін             | Олімпіаштадіон           | 76,000 |
| «Бохум»                         | Бохум              | Воновія Рурштадіон       | 40,000 |
| «Вердер»                        | Бремен             | Везерштадіон             | 32,000 |
| «Боруссія» (Дортмунд)           | Дортмунд           | Зігналь Ідуна Парк       | 54,000 |
| «Фортуна» (Дюссельдорф)         | Дюссельдорф        | Райнштадіон              | 59,600 |
| «Айнтрахт» (Франкфурт-на-Майні) | Франкфурт-на-Майні | Вальдштадіон             | 62,000 |
| «Гамбург»                       | Гамбург            | Фолькспаркштадіон        | 62,000 |
| «Кайзерслаутерн»                | Кайзерслаутерн     | Фріц-Вальтер-Штадіон     | 42,000 |
| «Карлсруе»                      | Карлсруе           | Вільдпаркштадіон         | 50,000 |
| «Кельн»                         | Кельн              | Рейн Енергі Штадіон      | 61,000 |
| «Баєр 04»                       | Леверкузен         | Ульріх Габерланд Штадіон | 20,000 |
| «Боруссія» (Менхенгладбах)      | Менхенгладбах      | Бекельбергштадіон        | 34,500 |
| «Баварія» (Мюнхен)              | Мюнхен             | Олімпіаштадіон           | 70,000 |
| «Нюрнберг»                      | Нюрнберг           | Штедтішес Штадіон        | 64,238 |
| «Санкт-Паулі»                   | Гамбург            | Міллернтор-Штадіон       | 18,000 |
| «Штутгарт»                      | Штутгарт           | Неккарштадіон            | 72,000 |
| «Юрдінген 05»                   | Крефельд           | Гротенбург               | 34,500 |
| «Ваттеншайд 09»                 | Бохум              | Лоргайдештадіон          | 15,000 |

- ↑  «Ваттеншайд 09» свої перші шість домашніх матчів проводив на арені Воновія Рурштадіон, оскільки його домашній стадіон проходив реконструкцію аби відповідати вимогам Бундесліги.

## Турнірна таблиця
| Поз | Команда              | І  | В  | Н  | П  | ГЗ | ГП | РГ  | О  | Кваліфікація або пониження                    |
| --- | -------------------- | -- | -- | -- | -- | -- | -- | --- | -- | --------------------------------------------- |
| 1   | «Кайзерслаутерн» (C) | 34 | 19 | 10 | 5  | 72 | 45 | +27 | 48 | Перший раунд Кубка чемпіонів 1991—1992        |
| 2   | «Баварія» (Мюнхен)   | 34 | 18 | 9  | 7  | 74 | 41 | +33 | 45 | Перший раунд Кубка УЄФА 1991—1992             |
| 3   | «Вердер»             | 34 | 14 | 14 | 6  | 46 | 29 | +17 | 42 | Перший раунд Кубка володарів кубків 1991—1992 |
| 4   | «Айнтрахт»           | 34 | 15 | 10 | 9  | 63 | 40 | +23 | 40 | Перший раунд Кубка УЄФА 1991—1992             |
| 5   | «Гамбург»            | 34 | 16 | 8  | 10 | 60 | 38 | +22 | 40 | Перший раунд Кубка УЄФА 1991—1992             |
| 6   | «Штутгарт»           | 34 | 14 | 10 | 10 | 57 | 44 | +13 | 38 | Перший раунд Кубка УЄФА 1991—1992             |
| 7   | «Кельн»              | 34 | 13 | 11 | 10 | 50 | 43 | +7  | 37 |                                               |
| 8   | «Баєр 04»            | 34 | 11 | 13 | 10 | 47 | 46 | +1  | 35 |                                               |
| 9   | «Боруссія» (М)       | 34 | 9  | 17 | 8  | 49 | 54 | −5  | 35 |                                               |
| 10  | «Боруссія» (Д)       | 34 | 10 | 14 | 10 | 46 | 57 | −11 | 34 |                                               |
| 11  | «Ваттеншайд 09»      | 34 | 9  | 15 | 10 | 42 | 51 | −9  | 33 |                                               |
| 12  | «Фортуна»            | 34 | 11 | 10 | 13 | 40 | 49 | −9  | 32 |                                               |
| 13  | «Карлсруе»           | 34 | 8  | 15 | 11 | 46 | 52 | −6  | 31 |                                               |
| 14  | «Бохум»              | 34 | 9  | 11 | 14 | 50 | 52 | −2  | 29 |                                               |
| 15  | «Нюрнберг»           | 34 | 10 | 9  | 15 | 40 | 54 | −14 | 29 |                                               |
| 16  | «Санкт-Паулі» (R)    | 34 | 6  | 15 | 13 | 33 | 53 | −20 | 27 | Плей-оф за місце у Бундеслізі                 |
| 17  | «Юрдінген» (R)       | 34 | 5  | 13 | 16 | 34 | 54 | −20 | 23 | Пониження у класі до Другої Бундесліги        |
| 18  | «Герта» (Берлін) (R) | 34 | 3  | 8  | 23 | 37 | 84 | −47 | 14 | Пониження у класі до Другої Бундесліги        |

1. 1 2  Оскільки «Вердер» кваліфікувався до Кубка володарів кубків, його місце у Кубку УЄФА перейшло до «Штутгарта».

## Результати
| Команда                         | ГЕР | БОХ | ВЕР | БРД | ФОР | АЙН | ГАМ | КАЙ | КАР | КЕЛ | Б04 | БРМ | БАВ | НЮР | СТП | ШТТ | ЮРД | ВАТ |
| ------------------------------- | --- | --- | --- | --- | --- | --- | --- | --- | --- | --- | --- | --- | --- | --- | --- | --- | --- | --- |
| «Герта» (Берлін)                | —   | 2–4 | 0–0 | 2–2 | 0–1 | 1–0 | 1–4 | 0–2 | 1–1 | 0–0 | 1–2 | 1–1 | 0–0 | 2–4 | 1–2 | 0–2 | 0–0 | 2–3 |
| «Бохум»                         | 4–2 | —   | 1–2 | 2–2 | 0–0 | 0–0 | 0–1 | 0–2 | 0–1 | 1–0 | 3–1 | 3–0 | 1–2 | 0–0 | 3–0 | 1–1 | 0–2 | 0–0 |
| «Вердер»                        | 6–0 | 2–1 | —   | 1–1 | 3–1 | 1–1 | 3–1 | 1–2 | 2–0 | 2–1 | 1–1 | 3–0 | 1–0 | 0–0 | 1–0 | 0–1 | 4–3 | 1–1 |
| «Боруссія» (Дортмунд)           | 3–1 | 1–0 | 1–1 | —   | 1–1 | 0–3 | 1–1 | 0–2 | 2–2 | 1–2 | 1–1 | 1–1 | 2–3 | 0–2 | 5–2 | 0–3 | 1–0 | 2–2 |
| «Фортуна» (Дюссельдорф)         | 4–2 | 3–4 | 1–2 | 0–0 | —   | 1–0 | 2–1 | 0–0 | 5–2 | 0–2 | 0–2 | 4–1 | 1–2 | 3–0 | 0–0 | 0–4 | 0–2 | 2–1 |
| «Айнтрахт» (Франкфурт-на-Майні) | 5–1 | 1–1 | 0–0 | 3–1 | 5–1 | —   | 0–6 | 4–3 | 3–0 | 1–0 | 3–1 | 5–1 | 1–4 | 0–1 | 1–1 | 4–0 | 4–0 | 4–0 |
| «Гамбург»                       | 2–0 | 1–0 | 3–2 | 4–0 | 1–0 | 0–1 | —   | 1–3 | 2–2 | 1–1 | 3–1 | 3–0 | 2–3 | 4–0 | 5–0 | 2–0 | 2–0 | 0–0 |
| «Кайзерслаутерн»                | 4–3 | 4–1 | 1–0 | 2–2 | 0–0 | 1–1 | 1–0 | —   | 3–2 | 2–2 | 2–1 | 2–3 | 2–1 | 3–1 | 1–0 | 2–0 | 2–0 | 1–1 |
| «Карлсруе»                      | 3–0 | 3–2 | 1–1 | 1–2 | 1–1 | 2–2 | 2–2 | 4–2 | —   | 1–1 | 2–0 | 3–2 | 2–3 | 2–0 | 1–1 | 0–0 | 2–0 | 1–3 |
| «Кельн»                         | 2–1 | 0–0 | 1–0 | 0–1 | 1–1 | 2–1 | 1–0 | 2–6 | 0–0 | —   | 1–1 | 1–3 | 4–0 | 3–1 | 2–0 | 1–6 | 3–1 | 1–1 |
| «Баєр 04»                       | 3–1 | 4–2 | 0–0 | 1–2 | 1–1 | 2–2 | 2–2 | 2–2 | 1–0 | 2–0 | —   | 2–5 | 1–2 | 2–2 | 3–1 | 0–0 | 1–0 | 2–1 |
| «Боруссія» (Менхенгладбах)      | 2–0 | 1–2 | 1–1 | 2–1 | 2–0 | 1–1 | 1–1 | 2–2 | 2–1 | 2–2 | 1–1 | —   | 1–1 | 2–0 | 1–1 | 2–0 | 1–1 | 1–1 |
| «Баварія» (Мюнхен)              | 7–3 | 2–2 | 1–1 | 2–3 | 0–1 | 2–0 | 6–1 | 4–0 | 3–0 | 2–2 | 1–1 | 4–1 | —   | 1–0 | 0–1 | 2–1 | 2–2 | 7–0 |
| «Нюрнберг»                      | 1–4 | 3–2 | 2–3 | 1–1 | 3–0 | 0–2 | 3–1 | 1–4 | 0–0 | 0–4 | 1–0 | 2–2 | 0–1 | —   | 5–2 | 0–1 | 1–1 | 4–2 |
| «Санкт-Паулі»                   | 2–2 | 3–3 | 0–0 | 0–2 | 2–3 | 1–1 | 0–2 | 1–0 | 2–0 | 2–0 | 1–0 | 1–1 | 0–0 | 0–0 | —   | 2–2 | 1–1 | 1–1 |
| «Штутгарт»                      | 4–0 | 2–2 | 0–1 | 7–0 | 1–1 | 2–1 | 2–0 | 2–2 | 2–2 | 3–2 | 0–2 | 1–1 | 0–3 | 2–1 | 2–1 | —   | 3–1 | 1–4 |
| «Баєр 05» (Юрдінген)            | 1–2 | 4–1 | 0–0 | 1–3 | 1–2 | 2–3 | 0–0 | 3–7 | 1–1 | 0–3 | 1–1 | 1–1 | 1–1 | 0–0 | 2–0 | 2–0 | —   | 0–2 |
| «Ваттеншайд 09»                 | 3–1 | 0–4 | 2–0 | 1–1 | 2–0 | 1–0 | 0–1 | 0–0 | 1–1 | 0–3 | 1–2 | 1–1 | 3–2 | 0–1 | 2–2 | 2–2 | 0–0 | —   |

## Плей-оф за місце в Бундеслізі
«Санкт-Паулі», що посів 16-те місце, і бронзовий призер Другої Бундесліги «Штутгартер Кікерс» змагалися у плей-оф за місце в Бундеслізі на наступний сезон. У двоматчевому протистоянні була зафіксована нічия 2–2, а в третьому, додатковому, матчі гору взяв «Штутгартер Кікерс».
| 19 червня 1991 |

| «Санкт-Паулі» | 1–1             | «Штутгартер Кікерс» |
| ------------- | --------------- | ------------------- |
| Гольке 31'    | Протокол (нім.) | Марін 88'           |

| Міллернтор-Штадіон, Гамбург Глядачів: 20,500 Арбітр: Карл-Йозеф Ассенмахер (Гюрт) |

| 23 червня 1991 |

| «Штутгартер Кікерс» | 1–1             | «Санкт-Паулі» |
| ------------------- | --------------- | ------------- |
| Шварц 25'           | Протокол (нім.) | Гольке 51'    |

| Неккарштадіон, Штутгарт Глядачів: 32,000 Арбітр: Вернер Феклер (Бад-Дюркгайм) |

| 29 червня 1991 |

| «Штутгартер Кікерс»                | 3–1             | «Санкт-Паулі» |
| ---------------------------------- | --------------- | ------------- |
| Фольмер 21' Каяссо 35' Фенглер 42' | Протокол (нім.) | Кнебель 37'   |

| Паркштадіон, Гельзенкірхен Глядачів: 18,000 Арбітр: Ганс-Петер Дельвінг (Трір) |

## Найкращі бомбардири
21 гол
- Роланд Вольфарт («Баварія» (Мюнхен))

20 голів
- Ян Фурток («Гамбург»)

16 голів
- Андреас Меллер («Айнтрахт» (Франкфурт-на-Майні))

15 голів
- Томас Аллофс («Фортуна» (Дюссельдорф))
- Вінтон Руфер («Вердер»)

14 голів
- Моріс Банах («Кельн»)

13 голів
- Сулейман Сане («Ваттеншайд 09»)

12 голів
- Ганс-Йорг Крінс («Боруссія» (Менхенгладбах))
- Фріц Вальтер («Штутгарт»)

11 голів
- Ульф Кірстен («Баєр 04»)
- Штефан Кон («Бохум»)
- Штефан Кунц («Кайзерслаутерн»)
- Нандо («Гамбург»)
- Маттіас Заммер («Штутгарт»)
- Райнер Шюттерле («Карлсруе»)

## Склад чемпіонів
| «Кайзерслаутерн» |
| --- |
| Воротарі: Геральд Ерманн (33); Мікаель Серр (2). Захисники: Марко Габер (28 / 5); Мирослав Кадлець (28 / 2); Маркус Кранц (23 / 2); Райнгард Штумпф (21 / 1); Йоахім Штадлер (13 / 1); Кай Фрідманн (13); Рогер Луц (5 / 1). Півзахисники: Уве Шерр (31 / 2); Гвідо Гоффманн (29 / 7); Маркус Шупп (24 / 3); Томас Дулі (23 / 4); Б'ярне Голльбек (22 / 4); Райнер Ернст (18 / 2); Франк Лелле (13 / 3); Томас Ріхтер (13); Аксель Рос (9); Кай Кремер (1). Нападники: Демір Готич (29 / 9); Штефан Кунц (27 / 11); Бруно Лаббадіа (22 / 9); Бернгард Вінклер (10 / 4); Роберт Ціммерманн (1). (кількість ігор і голів наведені у дужках) Головний тренер: Карл-Гайнц Фельдкамп. Був у заявці, але не взяв участі у жодній грі чемпіонату: Елвіс Гайрадинович ; Томас Реннер. |